# Formula Renault 2.0 Alps 2011
Formula Renault 2.0 Alps 2011 var den första säsongen av formelbilsmästerskapet Formula Renault 2.0 Alps. Den första tävlingshelgen kördes på Autodromo Nazionale Monza den 26-27 mars, och den sista på Circuit de Spa-Francorchamps den 1-2 oktober. Javier Tarancón vann förarmästerskapet, Melville McKee vann juniormästerskapet och Tech 1 Racing vann teammästerskapet.

## Team och förare
| Team                        | Nr. | Förare                | Tävlingshelger |
| --------------------------- | --- | --------------------- | -------------- |
| Viola Formula Racing        | 0   | Federico Gibbin       | Alla           |
| Viola Formula Racing        | 8   | Francesco Frisona     | 5              |
| Viola Formula Racing        | 27  | Giada De Zen          | Alla           |
| Tech 1 Racing               | 1   | Javier Tarancón       | Alla           |
| Tech 1 Racing               | 2   | Paul-Loup Chatin      | Alla           |
| Tech 1 Racing               | 3   | Grégoire Demoustier   | 1, 3–4         |
| Tech 1 Racing               | 4   | Miki Weckström        | 1              |
| Tech 1 Racing               | 13  | Cristiano Marcellan   | 2–7            |
| Interwetten.com Junior Team | 5   | Timmy Hansen          | 4, 7           |
| Interwetten.com Junior Team | 14  | Thomas Jäger          | 1–3            |
| Interwetten.com Junior Team | 16  | Gustavo Menezes       | 2, 5, 7        |
| ARTA Engineering            | 6   | Amir Mesny            | 1–5, 7         |
| ARTA Engineering            | 10  | Melville McKee        | Alla           |
| ARTA Engineering            | 11  | Yann Zimmer           | Alla           |
| ARTA Engineering            | 25  | Alexandre Cougnaud    | Alla           |
| Daltec Racing               | 9   | Mauro Calamia         | Alla           |
| Daltec Racing               | 12  | Nicolò Rocca          | 1–4, 6         |
| Daltec Racing               | 29  | Christof von Grünigen | Alla           |
| GSK Motorsport              | 13  | Cristiano Marcellan   | 1              |
| EPIC Racing                 | 14  | Thomas Jäger          | 4–5            |
| EPIC Racing                 | 15  | Alex Riberas          | 4, 7           |
| Team Torino Motorsport      | 19  | Kevin Gilardoni       | Alla           |
| Team Torino Motorsport      | 21  | Stefano Colombo       | Alla           |
| Team Torino Motorsport      | 22  | Patrick Gobbo         | 4              |
| Cram Competition            | 23  | Henrique Martins      | 5              |
| One Racing                  | 24  | Vittorio Ghirelli     | 1, 4–7         |
| One Racing                  | 32  | Edolo Ghirelli        | Alla           |
| Boëtti Racing Team          | 26  | Roman Mavlanov        | Alla           |

## Kalender och resultat
| Omgång | Omgång | Bana                          | Datum        | Pole Position    | Snabbaste varv   | Vinnande förare  | Vinnande team               | Vinnande junior     |
| ------ | ------ | ----------------------------- | ------------ | ---------------- | ---------------- | ---------------- | --------------------------- | ------------------- |
| 1      | R1     | Autodromo Nazionale Monza     | 26 mars      | Javier Tarancón  | Federico Gibbin  | Federico Gibbin  | Viola Formula Racing        | Thomas Jäger        |
| 1      | R2     | Autodromo Nazionale Monza     | 27 mars      | Javier Tarancón  | Javier Tarancón  | Yann Zimmer      | ARTA Engineering            | Melville McKee      |
| 2      | R1     | Autodromo Enzo e Dino Ferrari | 7 maj        | Melville McKee   | Javier Tarancón  | Melville McKee   | ARTA Engineering            | Melville McKee      |
| 2      | R2     | Autodromo Enzo e Dino Ferrari | 8 maj        | Melville McKee   | Javier Tarancón  | Melville McKee   | ARTA Engineering            | Melville McKee      |
| 3      | R1     | Pau Circuit                   | 21 maj       | Javier Tarancón  | Javier Tarancón  | Javier Tarancón  | Tech 1 Racing               | Melville McKee      |
| 3      | R2     | Pau Circuit                   | 22 maj       | Javier Tarancón  | Javier Tarancón  | Javier Tarancón  | Tech 1 Racing               | Cristiano Marcellan |
| 4      | R1     | Red Bull Ring                 | 11 juni      | Melville McKee   | Melville McKee   | Melville McKee   | ARTA Engineering            | Melville McKee      |
| 4      | R2     | Red Bull Ring                 | 12 juni      | Melville McKee   | Alex Riberas     | Timmy Hansen     | Interwetten.com Junior Team | Cristiano Marcellan |
| 5      | R1     | Hungaroring                   | 2 juli       | Javier Tarancón  | Paul-Loup Chatin | Javier Tarancón  | Tech 1 Racing               | Vittorio Ghirelli   |
| 5      | R2     | Hungaroring                   | 3 juli       | Javier Tarancón  | Paul-Loup Chatin | Paul-Loup Chatin | Tech 1 Racing               | Melville McKee      |
| 6      | R1     | Circuit Paul Ricard           | 17 september | Paul-Loup Chatin | Javier Tarancón  | Paul-Loup Chatin | Tech 1 Racing               | Vittorio Ghirelli   |
| 6      | R2     | Circuit Paul Ricard           | 18 september | Paul-Loup Chatin | Paul-Loup Chatin | Paul-Loup Chatin | Tech 1 Racing               | Vittorio Ghirelli   |
| 7      | R1     | Circuit de Spa-Francorchamps  | 1 oktober    | Timmy Hansen     | Timmy Hansen     | Alex Riberas     | EPIC Racing                 | Alex Riberas        |
| 7      | R2     | Circuit de Spa-Francorchamps  | 2 oktober    | Timmy Hansen     | Alex Riberas     | Alex Riberas     | EPIC Racing                 | Alex Riberas        |

## Slutställningar
Poängfördelning
| Position        | 1:a | 2:a | 3:a | 4:a | 5:a | 6:a | 7:a | 8:a | 9:a | 10:a |
| Poängfördelning | 25p | 18p | 15p | 12p | 10p | 8p  | 6p  | 4p  | 2p  | 1p   |

### Förarmästerskapet
| Pos. | Förare                | MON | MON | IMO | IMO | PAU | PAU | RBR | RBR | HUN | HUN | LEC | LEC | SPA | SPA | Poäng |
| ---- | --------------------- | --- | --- | --- | --- | --- | --- | --- | --- | --- | --- | --- | --- | --- | --- | ----- |
| 1    | Javier Tarancón       | 8   | 9   | 2   | 2   | 1   | 1   | Ret | 4   | 1   | 2   | 2   | 3   | 6   | 4   | 344   |
| 2    | Yann Zimmer           | 4   | 1   | 5   | 3   | 2   | 4   | 3   | 2   | 5   | 4   | 4   | 4   | 2   | 3   | 338   |
| 3    | Paul-Loup Chatin      | 2   | 14  | 3   | 6   | 3   | 2   | 2   | 3   | 4   | 1   | 1   | 1   | 17  | 5   | 326   |
| 4    | Melville McKee        | 15  | 4   | 1   | 1   | 4   | 9   | 1   | 19  | 14  | 3   | Ret | 8   | 7   | 10  | 229   |
| 5    | Stefano Colombo       | 5   | 5   | 12  | Ret | 14  | 5   | 8   | 6   | 8   | 13  | 9   | 11  | 9   | 14  | 154   |
| 6    | Kevin Gilardoni       | 7   | 11  | 10  | 9   | 15  | 3   | 6   | 5   | Ret | 7   | Ret | 12  | 11  | 9   | 153   |
| 7    | Thomas Jäger          | 3   | 6   | 4   | 4   | 5   | Ret | 9   | 18  | 6   | 8   |     |     |     |     | 150   |
| 8    | Christof von Grünigen | Ret | 2   | 11  | 11  | 6   | Ret | Ret | DNS | 15  | 6   | 7   | 9   | 4   | Ret | 133   |
| 9    | Vittorio Ghirelli     | 9   | 16  |     |     |     |     | 20  | 8   | 3   | 9   | 3   | 2   | DNS | 8   | 128   |
| 10   | Mauro Calamia         | 10  | 8   | 8   | 12  | 13  | Ret | 15  | 10  | 13  | 12  | 8   | 10  | 8   | 7   | 125   |
| 11   | Federico Gibbin       | 1   | Ret | 9   | 7   | Ret | Ret | 7   | 13  | 18  | 11  | 10  | 5   | 13  | Ret | 124   |
| 12   | Cristiano Marcellan   | 13  | 15  | 6   | 5   | 7   | 6   | 11  | 7   | 7   | 16  |     |     |     |     | 117   |
| 13   | Roman Mavlanov        | 17  | 7   | 7   | Ret | 8   | 7   | 10  | 11  | 16  | 10  | 5   | 13  | 15  | Ret | 115   |
| 14   | Edolo Ghirelli        | Ret | Ret | 18  | 10  | 12  | 12  | 17  | 9   | 9   | 18  | 6   | 6   | 3   | Ret | 106   |
| 15   | Alex Riberas          |     |     |     |     |     |     | 5   | 17  |     |     |     |     | 1   | 1   | 88    |
| 16   | Timmy Hansen          |     |     |     |     |     |     | 4   | 1   |     |     |     |     | 16  | 2   | 88    |
| 17   | Alexandre Cougnaud    | 16  | 10  | 15  | Ret | 10  | 8   | 16  | 12  | 11  | 19  | 12  | 13  | 10  | 11  | 79    |
| 18   | Gustavo Menezes       |     |     | 13  | 8   |     |     |     |     | 10  | 14  |     |     | 5   | 6   | 68    |
| 19   | Giada De Zen          | 6   | Ret | 14  | Ret | 11  | Ret | 12  | Ret | 12  | 20  | 13  | 15  | 12  | 13  | 55    |
| 20   | Henrique Martins      |     |     |     |     |     |     |     |     | 2   | 5   |     |     |     |     | 48    |
| 21   | Nicolò Rocca          | 14  | 13  | 16  | Ret | 9   | Ret | 13  | Ret |     |     | 11  | 14  |     |     | 32    |
| 22   | Amir Mesny            | 12  | Ret | 17  | 13  | Ret | 11  | 19  | 14  | Ret | 15  |     |     | 14  | 12  | 29    |
| 23   | Grégoire Demoustier   | 11  | 12  |     |     | Ret | 10  | 14  | 16  |     |     |     |     |     |     | 26    |
| 24   | Miki Weckström        | Ret | 3   |     |     |     |     |     |     |     |     |     |     |     |     | 24    |
| 25   | Patrick Gobbo         |     |     |     |     |     |     | 18  | 15  |     |     |     |     |     |     | 1     |
|      | Francesco Frisona     |     |     |     |     |     |     |     |     | DNS | DNS |     |     |     |     | 0     |
| Pos. | Förare                | MON | MON | IMO | IMO | PAU | PAU | RBR | RBR | HUN | HUN | LEC | LEC | SPA | SPA | Poäng |

| Färg   | Tecken                 | Betydelse              |
| ------ | ---------------------- | ---------------------- |
| Guld   | 1                      | Segrare                |
| Silver | 2                      | Tvåa                   |
| Brons  | 3                      | Trea                   |
| Grön   | Placering (med poäng)  | Placering (med poäng)  |
| Blå    | Placering (utan poäng) | Placering (utan poäng) |
| Blå    | NC                     | Ej klassificerad       |
| Lila   | DNF                    | Avslutade ej           |
| Lila   | RET                    | Avbröt tävlingen       |
| Röd    | DNQ                    | Ej kvalificerad        |
| Röd    | DNPQ                   | Ej för-kvalificerad    |
| Röd    | DNA                    | Icke närvarande        |
| Svart  | DSQ                    | Diskvalificerad        |
| Vit    | DNS                    | Startade ej            |
| Vit    | WD                     | Drog sig ur            |
| Vit    | C                      | Racet inställt         |
| Blank  | DE                     | Deltog ej              |
| Blank  | EX                     | Utesluten              |

### Juniormästerskapet
| Pos. | Förare              | Poäng |
| ---- | ------------------- | ----- |
| 1    | Melville McKee      | 344   |
| 2    | Roman Mavlanov      | 268   |
| 3    | Thomas Jäger        | 244   |
| 4    | Cristiano Marcellan | 240   |
| 5    | Vittorio Ghirelli   | 228   |
| 6    | Giada De Zen        | 202   |
| 7    | Gustavo Menezes     | 140   |
| 8    | Nicolò Rocca        | 140   |
| 9    | Alex Riberas        | 114   |

### Teammästerskapet
| Pos. | Team                        | Poäng |
| ---- | --------------------------- | ----- |
| 1    | Tech 1 Racing               | 642   |
| 2    | Arta Engineering            | 567   |
| 3    | Interwetten.com Junior Team | 262   |
| 4    | Daltec Racing               | 258   |
| 5    | Team Torino Motorsport      | 237   |
| 6    | One Racing                  | 234   |
| 7    | EPIC Racing                 | 206   |
| 8    | Viola Formula Racing        | 158   |
| 9    | Boëtti Racing Team          | 115   |
| 10   | Cram Competition            | 48    |
| 11   | GSK Motorsport              | 5     |